# ولاسیوو
ولاسیوو (به لاتین: Vlasyevo) یک منطقهٔ مسکونی در روسیه است که در جمهوری آلتای واقع شده‌است.